# Дмитро Јарош
Дмитро Анатолијович Јарош (укр. Дмитро Анатолійович Я́рош; Дњепродзержинск, 30. септембар 1971) јесте украјински активиста, политичар, бивши лидер неонацистичке организације Десни сектор и бивши командант паравојске Украјински добровољачки корпус.
Био је посланик у Врховној ради од 27. новембра 2014. до 29. јула 2019. године.

## Биографија
Рођен је 30. септембра 1971. године у Дњепродзержинску, Украјинска ССР, СССР. Јарош је русофони Украјинац, што значи да му је матерњи језик руски, иако је етнички и национални Украјинац. У младости је био члан Младих пионира и Комсомола. По рођењу крштен је у Украјинској православној цркви, а 1994. године је прешао у Украјинску гркокатоличку цркву.
Године 1989. придружио се Народном покрету Украјине. Од 1989. до 1991. године служио је у Војсци СССР. Након распада СССР придружио се екстремистичкој организацији Тризуб.
Дипломирао је на Државном педагошком универзитету у Дрогобичу 2001. године.
Изабран је за лидера Тризуба 2005. године, а у октобру 2010. године покушао је да створи уједињени украјински националистички покрет.
Током Евромајданских демонстрација почетком 2013. године, Тризуб је постао главни чинилац новоформираног Десног сектора, коалиције неонацистички оријентисаних националистичких организација и странака. Десни сектор је учествовао на насилним демонстрацијама против председника Виктора Јануковича.
Био је кандидат за председника Украјине на изборима 2014. године. Освојио је 0,7%. На парламентарним изборима 2014. године, као члан Десног сектора, изабран је за посланика у Врховној ради Украјине.
Учествовао је у рату у Донбасу као командант Украјинског добровољачког корпуса. Рањен је у Другој бици за Доњецки аеродром. Почетком 2015. године, Министарство одбране Украјине је објавило да је Јарош именован за саветника начелника генералштаба Виктора Музенка и да ће Украјински добробољачки корпус бити интегрисан у Оружане снаге Украјине.
У фебруару 2016. године основао је нову организацију Владина иницијатива Јароша. У нову организацију се придружило 20% чланова Десног сектора.
Дана 2. новембра 2021. године именован је за саветника главнокомандујућег Оружаних снага Украјине Валерија Залужњег, али је убрзо добио отказ.